# El regreso de las Bestias Domésticas
El regreso de las Bestias Domésticas es un álbum de la banda argentina Bestias Domésticas, activa a mediados de la década de los '90, con dirección artística y arreglos de Néstor Barron. El álbum fue grabado en 1995 en los estudios "Melopea", del conocido artista argentino Litto Nebbia.

## Lista de canciones
1. . Bestias Domésticas (Sáez-Sáez)
2. . La trampera de Dios (Sáez-Sáez)
3. . El Diablo y los Perros (Sáez-Sáez)
4. . Estamos acá (Sáez-Sáez)
5. . Séptimo hijo de séptimo hijo (Sáez-Sáez)
6. . Un flaco corazón (Sáez-Sáez)
7. . Fauna del Setenta (Sáez-Sáez)
8. . Buenos Aires sin toros (Sáez-Sáez)
9. . Cuatro boludos en un escenario (Sáez-Sáez)
10. . Roger Moore en Caballito (N. Barron)
11. . Yo no paro (Sáez-Sáez)
12. . (Bonus) Manuelita el Transformista (Sáez-Sáez)

## Personal
Guitarras, teclados, piano, coros, arreglos y dirección musical, bajo: Néstor Barron
Bajo leader, teclados, programación de baterías: Alejandro Álvarez
Voz y música de las canciones: Guillermo Sáez
Coros, recitado y autor de las letras: Carlos Santos Sáez
Técnico de grabación: Mario Sobrino
Estudios: Melopea Records

## Trivia
- En algunas pistas del disco pueden escucharse las voces de los poetas Juan Gelman, Pablo Neruda y Raúl González Tuñón.
- Datos: Q5826404